# مصر الكتابية

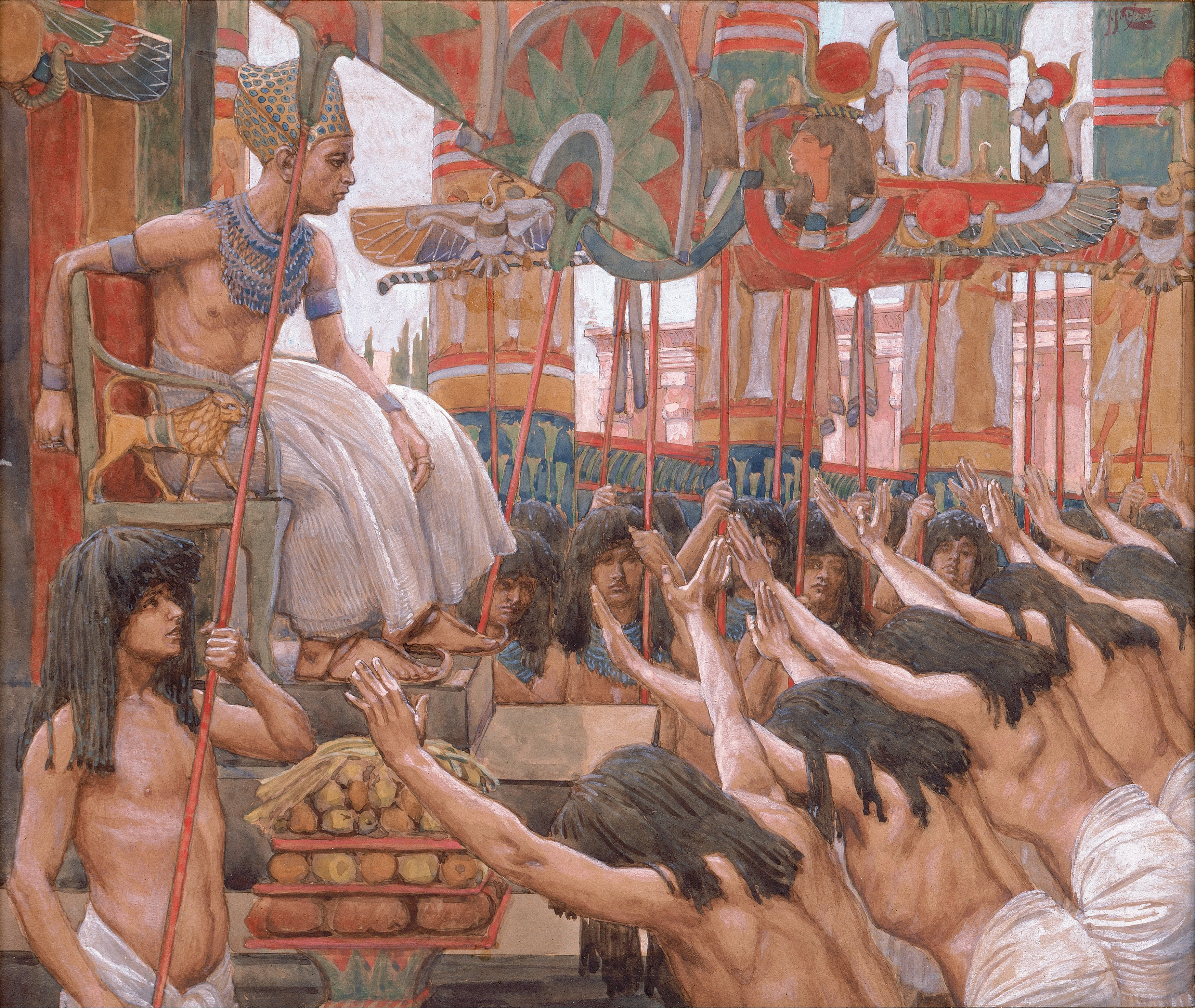
جوزيف دويلث في مصر رسمها جيمس جاك جوزيف تيسو، حوالي 1900

مصر الكتابية أو مصرايم، مصطلح لاهوتي يستخدمه المؤرخون والعلماء للتمييز بين مصر القديمة كما وردت في النصوص اليهودية والمسيحية وما هو معروف عن المنطقة بناءً على الأدلة الأثرية. إلى جانب كنعان، تعد مصر واحدة من أكثر المواقع المذكورة شيوعًا في الكتاب المقدس، ويلعب شعبها، المصريون (أو متسري)، أدوارًا مهمة في قصة بني إسرائيل. على الرغم من أن التفاعل بين مصر والشعوب المجاورة الناطقة بالسامية تشهد عليه المصادر الأثرية، إلا أنها لا تدعم الرواية الكتابية.
يصف سفر التكوين وسفر الخروج فترة عبودية العبرانيين في مصر، من استيطانهم في أرض غوشان حتى هروبهم ورحلتهم عبر البرية إلى سيناء. استنادًا إلى التسلسل الزمني الداخلي للكتاب المقدس العبري، فإن هذا يتوافق تقريبًا مع الإمبراطورية المصرية خلال العصر البرونزي المتأخر.
في الكتاب المقدس، لجأ عدد من اليهود إلى مصر بعد تدمير مملكة يهوذا في 597 قبل الميلاد، وما تلاه من اغتيال الحاكم اليهودي جدليا. عند سماع التعيين، هرب السكان اليهود إلى موآب وعمون وأدوم وفي بلدان أخرى عادوا إلى يهوذا. في مصر، استقروا في مجدل وتحفنحيس ونوف وباتروس.

## تصوير

### في سفر التكوين
في سفر التكوين، يعيش إبراهيم وسارة، مع ابن أخيهما لوط، في كنعان عندما ضربت المجاعة المنطقة، وهكذا، تسافر المجموعة إلى مصر، حيث جعلها فرعون، الذي أخذه جمال سارة، خليلة له، غير مدركين لذلك. هي متزوجة لأن إبراهيم يقدم نفسه على أنه أخوها وليس زوجها. أعطى فرعون عددًا من الهدايا لإبراهيم مقابل سارة، على شكل مواشي وعبيد، من بينهم هاجر، التي أصبحت فيما بعد سرية إبراهيم وأم ابنه البكر إسماعيل. كم من الوقت تعيش سارة في قصر فرعون ليس واضحًا، على الرغم من أنه من المعروف أن الله يضرب فرعون وأهل بيته، إلا سارة، بالطاعون، ويستنتج فرعون أن سارة هي السبب على نحو ما. بمجرد أن علم أن سارة هي زوجة إبراهيم، وليست أخته فقط، أطلقها إليه ولم يطلب من إبراهيم أن يعيد إليه أيًا من المواشي أو العبيد، ويغادرون مصر دون انقطاع، بثروة كبيرة.
لاحقًا في سفر التكوين قصة يوسف، حفيد إبراهيم وسارة، الابن الحادي عشر ليعقوب وابنه الأول من زوجته الثانية راحيل. يقال أن يعقوب يفضل يوسف على جميع أبنائه الآخرين، مما تسبب في توتر بين يوسف وإخوته، ولذا قاموا ببيعه كعبيد لمجموعة من قوم مدين المسافرين المتجهين إلى مصر، حيث اشتراها بوتيفار، نقيب الحارس. يعمل جوزيف جيدًا كعضو في منزل بوتيفار، الذي يحظى باحترام كبير من سيده، إلى أن اتهمته زليخة زوجة بوتيفار، بمحاولة اغتصابها وسُجن يوسف نتيجة لذلك. خلال فترة سجنه، نجح يوسف في تفسير أحلام اثنين من زملائه السجناء، كلاهما من عبيد فرعون، أحدهما محكوم عليه بالإعدام والآخر يعود إلى نعمة فرعون. يتوسل يوسف من ساقي فرعون، الأسير الذي عاد إلى نعمة فرعون، ليخبر فرعون عنه، لكنه لم يفعل ذلك لبعض الوقت، ليس حتى يضطرب فرعون من الأحلام كما كان من قبل. يعلن يوسف لفرعون أن أحلامه علامات مجاعة كبيرة قادمة، ولخدمته جعل فرعون يوسف وزيرًا لمصر وأعطاه زوجة مصرية. عندما تضرب المجاعة معظم المنطقة، وليس مصر فقط، يكون المصريون مستعدين لها جيدًا لدرجة أن لديهم فائضًا من الحبوب، والذي يأتي الأجانب لشرائه، من بينهم إخوة يوسف، الذين لا يتعرفون عليه. في وقت لاحق، دعا يوسف جميع أهل يعقوب، وعددهم سبعين فرداً، ليأتوا ويعيشوا معه في مصر، في أرض غوشان.

### في سفر الخروج
في سفر الخروج، لا يزال بنو إسرائيل، أحفاد يوسف وإخوته، يعيشون في أرض غوشان، وهم الآن عبيد يتعرضون للضرب والاغتصاب والإرهاق من قبل السادة المصريين تحت حكم فرعون مستبد جديد. ولد موسى حفيد لاوي شقيق يوسف في الوقت الذي أصدر فيه فرعون قرارًا بقتل جميع الذكور العبرانيين حديثي الولادة وإنقاذه من أوامر فرعون بأمر من ابنة فرعون، التي تنقذه من نهر النيل وتربيه كابنها. لفترة من الوقت، غادر موسى مصر، هربًا من العقاب بموت رجل مصري ضرب رجلاً من بني إسرائيل، وذهب إلى مدين، ليقيم حياة جديدة هناك، لكنه عاد إلى مصر لتحرير إخوته، الذين اختارهم الله للقيام بذلك. هناك مع أخيه هارون وأخته مريم يطالب موسى بالإفراج عن شعبه لكن فرعون يرفض ولعناده يعاني هو وشعبه من أوبئة مصر والمجاعة وأسراب الحشرات ولا سيما موت جميع أطفال المصريون الأوائل إلا بكر ابنة فرعون التي كانت تسمى حينئذ بت ياه أو بنت الرب، الذي كان قد انضم إلى بني إسرائيل بحلول ذلك الوقت. هُزم فرعون في النهاية من قبل الله وعبر بنو إسرائيل، جنبًا إلى جنب مع العبيد المحررين من الدول الأخرى التي احتفظ بها فرعون، البحر الأحمر للذهاب إلى أرض الميعاد.

### في سفر الملوك
في سفر الملوك، قيل إن سليمان، ملك بنو إسرائيل وابن داود، تزوجا ابنة فرعون، التي لم يذكر اسمها، وحصلا على مدينة جازر كجزء من مهرها. لم يُكتب أي شيء آخر يتعلق بالطبيعة الشخصية لابنة فرعون أو عن علاقتها بسليمان. ومع ذلك، علاقتهم، واستعداد سليمان لتزويج من دول أخرى، في انتهاك لقوانين ضد الزواج المختلط في سفر التثنية، يعتقد أنه ساهم في سقوطه. يقال إن سليمان ألزم زوجاته الأجنبيات وبنى المعابد لآلهتهن في أرض إسرائيل، وبعد وفاته في سن الستين، وهو صغير نسبيًا بالنسبة للطابع التوراتي، لم تقبل قبائل إسرائيل وريثه، رحبعام، ابن المرأة العمونية نعمه، كحاكم وهكذا، فشل النظام الملكي الموحد لإسرائيل.
أيضا في كتب الملوك قصة يربعام، خادم سليمان السابق الذي تآمر ضده فيما بعد، وعندما تم الكشف عن مؤامرته، هرب إلى مصر، حيث قام الفرعون شيشق بحمايته حتى موت سليمان. على الرغم من أنه لم يتم تحديد هويته في الكتاب المقدس العبري، في الترجمة السبعينية، يقال أن يربعام تزوج من امرأة قريبة لشيشك، تدعى أنو، كانت الأخت الكبرى لتحبينيس.

### في أسفار أخبار الأيام
في أسفار أخبار الأيام، تعرض رحبعام بن سليمان وأول ملك يهوذا لهجوم في السنة الخامسة من حكمه من قبل فرعون مصري أُطلق اسمه الشخصي على شيشك، الذي حدده بعض المؤرخين مع شيشنق الأول. وكتب أن رحبعام ربما توقع هجومًا، لأنه حصن خمسة عشر مدينة رئيسية، من بينها بيت لحم والخليل، لكن جهوده لم تكن كافية، حيث جاء شيشك بـ 1200 عربة و 60.000 جندي، ليس فقط المصريين ولكن أيضًا اللوبيم والسوكيت، والكوشيين. ونتيجة لهزيمته، أصبحت يهوذا دولة تابعة لمصر. تم تصوير غزو شيشك ليهوذا على أنه غضب الله، لأن بني إسرائيل قد تخلوا عن الله وهكذا، تركتهم الله بيد شيشك. يتواضع بنو إسرائيل أنفسهم ومنع الله المزيد من التدمير لشعبهم ولكنه لا يزال يأمر بأن يصبح بنو إسرائيل خدامًا لشيشك.

### في إنجيل متى
في إنجيل متى، وهو جزء من العهد الجديد، في إنجيل متى أن ملاكًا زار يوسف النجار، الأب الأرضي ليسوع الناصري، في حلم، وأخبره أن يأخذ مريم العذراء ويسوع. ويذهب إلى مصر، لتجنب قتل الملك هيرودس الأول يسوع، ودعا الهروب إلى مصر. بعد موت هيرودس، رجعوا إلى الناصرة.